# Lucie Jones
Lucie Bethan Jones (Cardiff, 20 maart 1991) is een Brits zangeres.

## Biografie
Jones begon haar muzikale carrière in 2009 door deel te nemen aan het zesde seizoen van The X Factor, waarin ze uiteindelijk als achtste zou eindigen. Nadien begon ze een modellencarrière en acteerde ze ook enkele malen in televisieseries en musicals. Begin 2017 won ze de Britse nationale voorronde voor het Eurovisiesongfestival, waardoor ze haar vaderland mocht vertegenwoordigen op het Eurovisiesongfestival 2017 in Kiev. De Deense Emmelie de Forest schreef mee aan de Britse inzending; Never give up on you. Uiteindelijk werd Jones 15de met 111 punten.
1957: Patricia Bredin · 
1959: Pearl Carr & Teddy Johnson · 
1960: Bryan Johnson · 
1961: The Allisons · 
1962: Ronnie Carroll · 
1963: Ronnie Carroll · 
1964: Matt Monro · 
1965: Kathy Kirby · 
1966: Kenneth McKellar · 
1967: Sandie Shaw · 
1968: Cliff Richard · 
1969: Lulu · 
1970: Mary Hopkin · 
1971: Clodagh Rodgers · 
1972: The New Seekers · 
1973: Cliff Richard · 
1974: Olivia Newton-John · 
1975: The Shadows · 
1976: Brotherhood of Man · 
1977: Lynsey de Paul & Mike Moran · 
1978: Co-Co · 
1979: Black Lace · 
1980: Prima Donna · 
1981: Bucks Fizz · 
1982: Bardo · 
1983: Sweet Dreams · 
1984: Belle & The Devotions · 
1985: Vikki Watson · 
1986: Ryder · 
1987: Rikki · 
1988: Scott Fitzgerald · 
1989: Live Report · 
1990: Emma · 
1991: Samantha Janus · 
1992: Michael Ball · 
1993: Sonia · 
1994: Frances Ruffelle · 
1995: Love City Groove · 
1996: Gina G · 
1997: Katrina & the Waves · 
1998: Imaani · 
1999: Precious · 
2000: Nicki French · 
2001: Lindsay Dracass · 
2002: Jessica Garlick · 
2003: Jemini · 
2004: James Fox · 
2005: Javine Hylton · 
2006: Daz Sampson · 
2007: Scooch · 
2008: Andy Abraham · 
2009: Jade Ewen · 
2010: Josh Dubovie · 
2011: Blue · 
2012: Engelbert Humperdinck · 
2013: Bonnie Tyler · 
2014: Molly · 
2015: Electro Velvet · 
2016: Joe & Jake · 
2017: Lucie Jones · 
2018: SuRie · 
2019: Michael Rice · 
2021: James Newman ·
2022: Sam Ryder ·
2023: Mae Muller ·
2024: Olly Alexander ·
2025: Remember Monday
- Bibliothèque nationale de France: cb16999870z (data)
- International Standard Name Identifier: 0000 0004 0727 8865
- MusicBrainz: 7846c320-61e9-4c47-87a8-bf0fcb8c3401
- Virtual International Authority File: 18144782697985998531